# Двуякорная бухта
Двуякорная бухта (также Двуякорная, ранее Двуякорная батарея; укр. Двоякірна бухта) — бухта в акватории Чёрного моря южнее г. Феодосия, между мысом Ильи и полуостровом Киик-Атлама. Ширина около 7,5 км. Берега бухты преимущественно возвышенные и обрывистые. С севера бухту окаймляет хребет Тепе-Оба высотой до 289 м; от перешейка, соединяющего мыс Киик-Атлама с материком, в северо-западном направлении тянется высокий хребет Биюк-Янышар. Между хребтами к бухте ведёт долина, по которой весной к морю стекают талые воды и осадки с гор.

## История
Происхождение названия бухты до конца не установлено. По одной из версий из-за сильных зимних штормов, венецианские корабли были вынуждены кидать одновременно два якоря, чтобы удержаться на месте. В пределах бухты находились останки древней армянской церкви с армянскими письменами возле алтаря
В 1784 году в бухте размещалась Двуякорная артиллерийская батарея. На берегу бухты находилась дача известного российского инженера-кораблестроителя Г. И. Бубнова. Вокруг неё возник и небольшой дачный посёлок российской интеллигенции Бубновка. На дне бухты лежит несколько кораблей. Среди них немецкая быстроходная баржа F-334A, затонувшая в сентябре 1942 года.
27 сентября 2018 двадцатиметровый катер «Ипром» ушёл под воду в бухте Двуякорная, пострадавших не было. Топлива в цистернах не было, разлива удалось избежать. На месте аварии отработали специалисты Росприроднадзора и природоохранной прокуратуры.